# Saint-Pierre-d’Entremont (Isère)
Saint-Pierre-d’Entremont ist eine französische Gemeinde mit 576 Einwohnern (Stand: 1. Januar 2022) im Département Isère in der Region Auvergne-Rhône-Alpes. Saint-Pierre-d’Entremont gehört zum Arrondissement Grenoble und ist Teil des Kantons Chartreuse-Guiers. Die Einwohner werden Entremondois(es) genannt.

## Geographie
Saint-Pierre-d’Entremont liegt rund 26 Kilometer nordnordöstlich von Grenoble am Chartreuse-Gebirge. Die Gemeinde wird im Norden durch den Guiers-Vif begrenzt.
Umgeben wird Saint-Pierre-d’Entremont von den Nachbargemeinden Saint-Pierre-d’Entremont (Savoie) im Norden und Nordosten, Saint-Bernard im Osten und Südosten, Saint-Pierre-de-Chartreuse im Süden, Saint-Christophe-sur-Guiers im Westen sowie Corbel im Nordwesten. Das Gemeindegebiet liegt im Regionalen Naturpark Chartreuse.

## Bevölkerungsentwicklung
| Jahr                       | 1962 | 1968 | 1975 | 1982 | 1990 | 1999 | 2006 | 2012 |
| Einwohner                  | 503  | 505  | 440  | 459  | 443  | 478  | 555  | 557  |
| Quellen: Cassini und INSEE |      |      |      |      |      |      |      |      |

## Sehenswürdigkeiten
- Kirche Saint-Pierre

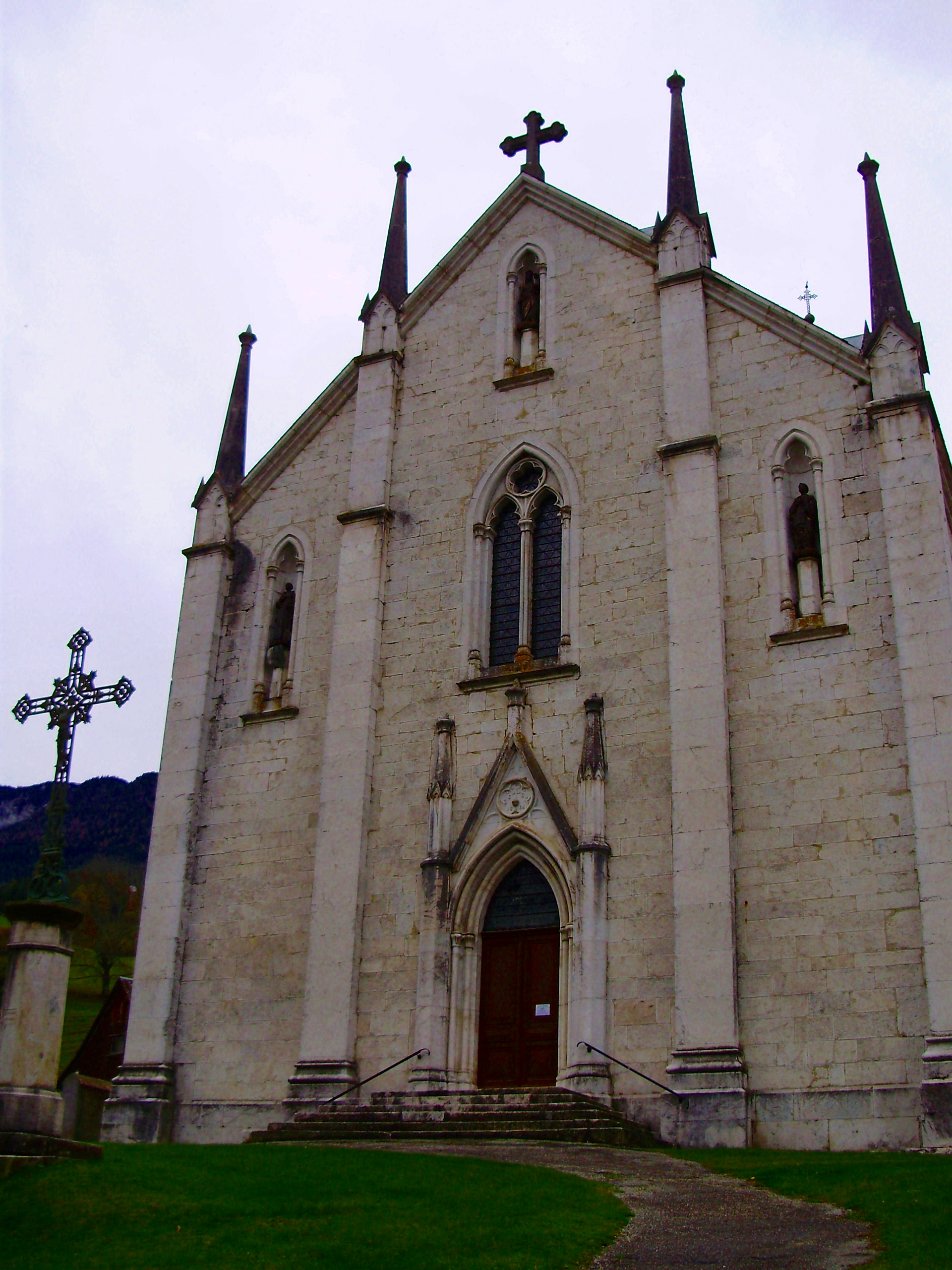
Kirche Saint-Pierre

- Kapelle Notre-Dame-de-la-Paix, 1939/1940 erbaut
- Ruinen des Schlosses Saint-Pierre (auch Schloss Neuf d’Entremont genannt)
- sieben Mühlen
- Brunnen

## Persönlichkeiten
- Philippe Bron (* 1958), Freestyle-Skier